# Leandro Santos (Badminton)
Leandro Santos (* 22. Dezember 1971) ist ein ehemaliger brasilianischer Badmintonspieler, der in den 1990er Jahren zu den erfolgreichsten seines Heimatlandes zählte.

## Karriere
Mit insgesamt sieben Titeln bei den Brazil International und zehn Triumphen bei den brasilianischen Meisterschaften in allen drei Disziplinen ist er bis heute der erfolgreichste Teilnehmer beider Wettbewerbe. 1999 gelang ihm die Qualifikation zur Weltmeisterschaft in Kopenhagen. Sowohl im Doppel (mit Anton Gargiulo) als auch im Mixed (mit Fernanda Kumasaka) schied er jedoch jeweils in der ersten Runde aus.

## Erfolge
| Turnier      | 1990 | 1991 | 1992 | 1993 | 1994 | 1995 | 1996 | 1997 | 1998 | 1999 | 2000 |
| ------------ | ---- | ---- | ---- | ---- | ---- | ---- | ---- | ---- | ---- | ---- | ---- |
| Herreneinzel |      | S    |      | S    |      |      |      |      |      |      |      |
| Herrendoppel |      |      | S    |      |      |      |      |      |      |      |      |
| Mixed        |      | S    |      | S    | S    | S    |      |      |      |      |      |

| Turnier      | 1990 | 1991 | 1992 | 1993 | 1994 | 1995 | 1996 | 1997 | 1998 | 1999 | 2000 |
| ------------ | ---- | ---- | ---- | ---- | ---- | ---- | ---- | ---- | ---- | ---- | ---- |
| Herreneinzel | –    | S    |      |      |      | S    |      |      |      |      |      |
| Herrendoppel | –    | S    |      | S    |      | S    | S    |      | S    |      |      |
| Mixed        | –    |      |      | S    |      |      |      |      | S    | S    |      |